# Duo Bujie
Duo Bujie (chinesisch 多 布杰, Pinyin Duō Bùjié; * 16. Februar 1994) ist ein chinesischer Langstreckenläufer.

## Sportliche Laufbahn
Erste internationale Erfahrungen sammelte Duo Bujie bei den Asienspielen 2014 im südkoreanischen Incheon, bei denen er in 14:13,74 min den zwölften Platz im 5000-Meter-Lauf belegte. 2015 kam er bei den Crosslauf-Weltmeisterschaften in Guiyang auf den 80. Platz und belegte bei den Asienmeisterschaften in Wuhan 13:55,58 min den fünften Platz. Daraufhin schied bei den Weltmeisterschaften in Peking über mit 14:07,35 min im Vorlauf aus. 2016 qualifizierte er sich im Marathonlauf für die Olympischen Spiele in Rio de Janeiro, bei denen er nach 2:24:22 h auf dem 90. Platz einlief.
2017 erreichte er bei den Crosslauf-Weltmeisterschaften in Kampala Rang 87 und wurde bei den Asienmeisterschaften im indischen Bhubaneswar erneut Fünfter über 5000 Meter. Bei den Asienspielen 2018 in Jakarta gewann er in 2:18:48 h die Bronzemedaille im Marathonlauf. Im Jahr darauf klassierte er sich bei den Asienmeisterschaften in Doha in 28:57,31 min auf Rang fünf über 10.000 Meter. Anschließend nahm er an der Sommer-Universiade in Neapel im Halbmarathon teil und gelangte dort ursprünglich auf den dritten Platz, wurde aber nach dem Rennen wegen unerlaubter Verpflegung während des Wettkampfes disqualifiziert. Anfang Oktober trat er bei den Weltmeisterschaften in Doha im Marathon an, konnte aber sein Rennen nicht beenden.
2017 wurde Duo chinesischer Meister im 10.000-Meter-Lauf sowie 2019 im Marathon.

## Persönliche Bestzeiten
- 5000 Meter: 13:55,53 min, 23. September 2015 in Suzhou
- 10.000 Meter: 28:26,86 min, 5. September 2017 in Tianjin
- Marathon: 2:10:31 h, 24. März 2019 in Xuzhou